# Spialia doris
Spialia doris là một loài bướm ngày thuộc họ Hesperiidae. Nó được tìm thấy ở Maroc, Ai Cập, Ả Rập Xê Út, Somalia và Ấn Độ. In the Atlas mountains it is found at heights of 400 to 1,750 meters above sea-level.
Sải cánh dài 22–26 mm. Con trưởng thành bay từ tháng 3 đến tháng 5 and từ tháng 8 đến tháng 9 làm hai đợt.
Ấu trùng ăn Convolvolus lanatus, Convolvolus caputmedusae and Convolvolus trabutianus.

## Phụ loài
- Spialia doris doris
- Spialia doris daphne (South-western Morocco)
- Spialia doris amenophis (northern Egypt)
- Spialia doris evanida (southern Turkmenia, miền nam Uzbekistan)